# 名古屋艺术大学短期大学部
名古屋艺术大学短期大学部（日语：／ Nagoya Geijutsu Daigaku  Tankidaigakubu *），简称名艺短，是過去一所位于日本爱知县北名古屋市的私立短期大学，於2008年停辦。

## 概要

### 简介
- 源流成立于1957年[1]。短期大学为于**年开办[1][2]、由学校法人名古屋自由学院经营[1][2]。开始招収男学生从2000年[3]。招生到于2006年、停办于2008年[3]。

### 历史
- 1963年 名古屋自由学院短期大学成立并同时设置保育科于名古屋市昭和区。
- 1965年 校园迁到西春日井郡师胜町[注 8]。
- 1966年 文科日文专攻和英文专攻成立[2]。
- 1967年 音乐科成立[2]。
- 1974年 儿童教育科成立[2]。
- 1975年 音乐科分离为两个专攻和器乐专攻和声乐专攻[2]。
- 1978年 第二部成立于儿童教育科[2]。
- 1998年 儿童教育科第二部招生最后[2]。
- 1999年 文科英文专攻、儿童教育科第一部、 音乐科的器乐专攻和声乐专攻各自招生最后[2]。
- 2000年 文科日文专攻招生最后[2]。
- 2001年 今年3月31日器乐专攻和声乐专攻各自停办[2]。4月1日改校名为名古屋艺术大学短期大学部[2]。5月29日儿童教育科第二部正式停办[2]。
- 2002年 今年5月29日文科日文专攻正式停办[2]。
- 2006年 短期大学招生最后。次年停止招生[2]。
- 2008年 今年7月31日正式停办[2]。

## 学校环境
- 校区：在爱知县北名古屋市了

## 历任校长
- 福田嘉太郎：第一代短期大学校长[4]。

## 组织

### 学科
- 保育科
- 文科[注 2][注 3]
  - 日文专攻[注 2][注 3]
  - 英文专攻[注 4][注 3]
- 音乐科
  - 器乐专攻[注 4][注 5]
  - 声乐专攻[注 4][注 5]
- 儿童教育科[注 4][注 6]
  - 第一部[注 4][注 6]
  - 第二部[注 7][注 6]

### 专科
| - 没有 |

### 业余课程
| - 没有 |

### 附属学校
| - 幼儿园：前名古屋自由学院短期大学附属第二幼儿园成立于1968年。 |